# 안균섭
안균섭(1923년 7월 21일~1990년 9월 15일)은 대한민국의 정치인이다. 제4대 국회의원을 지냈다.

## 역대 선거 결과
|  | 43.43% |

|  | 22.60% |

|  | 16.16% |

|  | 8.09% |

|  | 7.20% |